# ち
ち・チは、日本語の音節のひとつであり、仮名のひとつである。1モーラを形成する。五十音図において第4行第2段（た行い段）に位置する。清音の他、濁音（ぢ・ヂ）を持つ。

## 概要

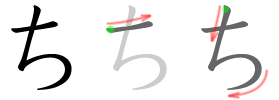
「ち」の筆順

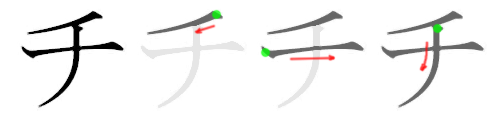
「チ」の筆順

- 現代標準語の音韻: 1子音と1母音「い」から成る音。子音は、次の通り。
  - 清音「ち」: 舌の前部を上歯茎の後ろから硬口蓋近くの範囲に付けて離すときに、狭い隙間を作って摩擦した音を出す無声破擦音。国際音声記号では無声歯茎硬口蓋破擦音[t͡ɕ]または無声後部歯茎破擦音[t͡ʃ]として記述される。どちらかと言えば[t͡ɕ]が近く、[t͡ʃ]としては英語など他の多くの言語の場合との差異が大きい[要出典]。「ち」は、破擦音であるだけでなく、調音点もタ行の他の音と比べて大きく外れている。「ち」もかつては「た」「て」「と」（及び「つ」）に近い調音点で発音する破裂音の[tʲi̞]であったが、中世以降現在の音に変化した。その後、音韻としては近代において外来語の表現として復活したが、これは現代においては「てぃ」「ティ」又は、「し」「シ」等で表記される事が多い。
  - 濁音「ぢ」: 有声音。現代標準語では「じ」と弁別されず、音韻的・音声的に同一音。詳細はぢ、及び四つ仮名の項を参照。

- 五十音順: 第17位。
- いろは順: 第8位。「と」の次。「り」の前。
- 平仮名「ち」の字形: 「知」の草体
- 片仮名「チ」の字形: 「千」による
- ローマ字
  - ち: chi。訓令式などではti
- 点字:
- 通話表: 「千鳥のチ」
- モールス信号: ・・－・
- 手旗信号：7→逆2

- 発音: ち[ヘルプ/ファイル]

## ち に関わる諸事項
- [tʲi̞]が[t͡ɕʲi̞]に転じた正確な時期は定かでないが、室町時代末には既に[t͡ɕʲi̞]が定着していたと考えられている[1]。
- 「ちや」「ちゆ」「ちよ」などの字音表記は平安時代中期以前にも見られるが、一音節の拗音であるかは定かでない。鎌倉時代には「ちゆう」と「ちう」、「ちよう」と「てう」「てふ」の間の混同が見られ、この頃には「ちゅう」「ちょう」の拗長音が成立していたと考えられる。「ちやう」は室町時代末には「ちよう」の類の拗長音に近づき、江戸時代には発音上区別が無くなった[1]。
- 室町時代末の切支丹（キリシタン）文献では舌内入声を "bet"（「別」）のように記したものがあり、当時「ち」と記した字音には母音を伴わないものもあったと考えられる[1]。
- や行の文字を後続させて、開拗音を構成する。GHQ占領期以来、後続するや行の文字は小さく書く。これは捨て仮名と呼ばれる。
- 「ち」の調音点は、拗音の「ちゃ、ちゅ、ちょ」と同じであり、音声面では「ちゃ行に属する」と言える。「ちゃ、ち、ちゅ、チェ、ちょ」は国際音声記号では、[t͡ɕä/t͡ʃä], [t͡ɕʲi̞/t͡ʃʲi̞], [t͡ɕu/t͡ʃu], [t͡ɕe/t͡ʃe], [t͡ɕo/t͡ʃo]と表せる（「チェ」は和語・漢語にない音であるため片仮名で表記した。例外：感嘆詞・舌打ち音の表記「ちぇっ」）。
- 漢字の部首「夂部」の部首名は、「夂」の漢音から単に「ち」、または「ちかんむり」と呼ばれることがある。
- 漢字の部首「黹部」の部首名は、「黹」の漢音から単に「ち」と呼ばれることがある。